# Antoni Kost
Antoni Maciej Kost (ur. 16 lutego 1934 w Brzeziu) – polski lekarz i polityk mniejszości niemieckiej, poseł na Sejm I kadencji.

## Życiorys
Ukończył w 1959 studia na Wydziale Lekarskim Śląskiego Uniwersytetu Medycznego w Katowicach. Uzyskał następnie stopień doktora nauk medycznych. Jako lekarz specjalizował się w chorobach wewnętrznych i płuc.
W 1991 uzyskał mandat posła na Sejm I kadencji. Został wybrany z listy ogólnopolskiej zblokowanych list Mniejszości Niemieckiej – Związku Niemieckich Towarzystw Społeczno-Kulturalnych i Białoruskiego Komitetu Wyborczego, reprezentując pierwsze z tych ugrupowań. Kandydował w okręgu opolskim. Zasiadał w Komisji Polityki Społecznej i Komisji Zdrowia, a także w trzech podkomisjach.
W 1993 i 1997 bez powodzenia kandydował w wyborach parlamentarnych w województwie opolskim. Od 1998 do 2002 zasiadał w sejmiku opolskim I kadencji.